# Amsterdam (Ohio)
Amsterdam è un comune degli Stati Uniti d'America della contea di Jefferson nello Stato dell'Ohio. La popolazione era di 511 persone al censimento del 2010.

## Geografia fisica
Amsterdam è situata a 40°28′19″N 80°55′16″W (40.471814, -80.921194).
Secondo lo United States Census Bureau, ha un'area totale di 0,32 miglia quadrate (0,83 km²).

## Storia
Amsterdam fu progettata nel 1828. Un ufficio postale chiamato Amsterdam è stato in funzione dal 1832.

## Società

### Evoluzione demografica
Secondo il censimento del 2010, c'erano 511 persone.

### Etnie e minoranze straniere
Secondo il censimento del 2010, la composizione etnica della città era formata dal 99,0% di bianchi, lo 0,2% di nativi americani, lo 0,2% di asiatici, e lo 0,6% di due o più etnie. Ispanici o latinos di qualunque etnia erano l'1,0% della popolazione.